# Living (film, 2022)
Living är en brittisk dramafilm från 2022 i regi av Oliver Hermanus med manus av Nobelpristagaren Kazuo Ishiguro.
Filmen är en nyinspelning av Akira Kurosawas film Att leva som i sin tur bygger på Lev Tolstojs kortroman Ivan Iljitjs död.

## Rollista i urval
- Bill Nighy - Mr. Rodney Williams
- Aimee Lou Wood - Miss Margaret Harris
- Alex Sharp - Mr. Peter Wakeling
- Tom Burke - Mr. Sutherland
- Adrian Rawlins - Mr. Middleton
- Hubert Burton - Mr. Rusbridger
- Oliver Chris - Mr. Hart
- Michael Cochrane - Sir James
- Lia Williams - Mrs. Smith
- Patsy Ferran - Fiona Williams
- Barney Fishwick - Michael Williams